# Славія
Сла́вія (араб. صلاوية Ṣ(a)lāwiya) — один із центрів Русі, поряд із Артанією та Куявією, описаний арабськими авторами X століття Аль-Істахрі та Ібн-Хаукалем під 920 роком.[джерело?] Вони користувались давнішими джерелами, зокрема твором Джайгані, який не дійшов до нас. Славія разом із Куявією та Артанією підтримувала широкі міжнародні торгові зв'язки — зокрема, з мусульманським Сходом.

## Гіпотези
За однією з гіпотез, Славія була ранньофеодальним об'єднанням племен, що існувало протягом VIII—IX століть. Славію локалізують на Півночі Русі, ототожнюючи з ільменськими слов'янами. Місто Славу ототожнюють із попередником Новгорода (це може бути Стара Ладога, існування якої в той час підтверджене археологічно).
За деякими новітніми дослідженнями Славію, яку арабські та перські географи згадували разом із Артанією та Куявією слід ототожнювати з Волинню.

## Інтернет-ресурси
- Перші Держави Слов'ян. Славія.